# Liste des sites classés et inscrits de Vaucluse

Le département de Vaucluse en rouge sur la carte

La liste des sites classés de Vaucluse présente les sites naturels classés du département de Vaucluse. Au 20 mars 2013, ils sont au nombre de 21.

## Liste
| Site naturel classé                                                              | Description                    | Commune                                                      | Date du classement | Fiche DREAL ([PDF]) | Géolocalisation             | Autres labels                | Illustration |
| -------------------------------------------------------------------------------- | ------------------------------ | ------------------------------------------------------------ | ------------------ | ------------------- | --------------------------- | ---------------------------- | ------------ |
| Grotte de Mirabeau                                                               | Grotte                         | Mirabeau                                                     | 12 octobre 1912    | « Fiche 93C84003 »  |                             |                              |              |
| Grotte de Notre-Dame des Anges                                                   | Grotte                         | Malaucène                                                    | 12 octobre 1912    | « Fiche 93C84004 »  |                             |                              |              |
| Jardin du Bureau de Bienfaisance et terrains communaux                           | Jardin                         | Fontaine de Vaucluse                                         | 5 juillet 1922     | « Fiche 93C84005 »  |                             |                              |              |
| Ruines du château d'Entrechaux et terrains avoisinants                           | Château                        | Entrechaux                                                   | 27 octobre 1931    | « Fiche 93C84006 »  | 44° 13′ 11″ N, 5° 08′ 15″ E |                              |              |
| Rue des Teinturiers                                                              | rue                            | Avignon                                                      | 12 mai 1932        | « Fiche 93C84007 »  | 43° 56′ 42″ N, 4° 48′ 53″ E |                              |              |
| Place du Palais des Papes - Promenade des Doms, son rocher et les Rampes d'accès | Place, Jardin                  | Avignon                                                      | 27 mars 1933       | « Fiche 93C84008 »  | 43° 57′ 08″ N, 4° 48′ 26″ E | Inscrit MH (2003)            |              |
| Colline Saint-Eutrope                                                            | Colline                        | Orange                                                       | 5 mars 1935        | « Fiche 93C84009 »  | 44° 08′ 02″ N, 4° 48′ 30″ E | Classé MH (1840, 1919, 1995) |              |
| Butte du Jas                                                                     |                                | Puyvert, lieu-dit Les Grottes                                | 6 juin 1942        | « Fiche 93C84010 »  |                             |                              |              |
| Pré de la Plantade                                                               |                                | Lourmarin                                                    | 23 octobre 1942    | « Fiche 93C84011 »  |                             |                              |              |
| Menhir de Vacqueyras                                                             |                                | Gigondas                                                     | 12 octobre 1912    | « Fiche 93C84001 »  | 44° 08′ 25″ N, 5° 00′ 55″ E |                              |              |
| Source du Groseau                                                                | Source vauclusienne du Groseau | Malaucène                                                    | 12 octobre 1912    | « Fiche 93C84002 »  | 44° 09′ 57″ N, 5° 09′ 03″ E |                              |              |
| Beffroi de Lourmarin avec la roche qui le supporte                               |                                | Lourmarin                                                    | 2 décembre 1912    | « Fiche 93C84012 »  | 43° 45′ 50″ N, 5° 21′ 45″ E |                              |              |
| Église Saint-Barthélemy                                                          | église et sa place, cimetière  | Vaugines                                                     | 31 décembre 1942   | « Fiche 93C84013 »  | 43° 46′ 48″ N, 5° 25′ 04″ E | Classé MH (2000)             |              |
| Chartreuse de Bonpas et ses abords                                               | Prieuré et Jardin              | Caumont-sur-Durance                                          | 10 septembre 1961  | « Fiche 93C84014 »  | 43° 53′ 22″ N, 4° 55′ 25″ E | Inscrit MH (1950)            |              |
| Château de Mirabeau et ses abords                                                | Château                        | Mirabeau                                                     | 3 juillet 1970     | « Fiche 93C84015 »  |                             |                              |              |
| Domaine de Roberty                                                               | Hippodrome                     | Le Pontet                                                    | 7 juillet 1972     | « Fiche 93C84016 »  | 43° 58′ 13″ N, 4° 52′ 12″ E | Classé MH (2006)             |              |
| Rocher de Saignon et ses abords                                                  |                                | Saignon                                                      | 31 août 1978       | « Fiche 93C84017 »  | 43° 51′ 49″ N, 5° 25′ 38″ E |                              |              |
| Hameau du Barry                                                                  | village troglodyte             | Bollène                                                      | 21 novembre 1980   | « Fiche 93C84018 »  | 44° 19′ 03″ N, 4° 45′ 33″ E | Inscrit MH (1927)            |              |
| Gorges de la Nesque et leurs abords                                              |                                | Monieux                                                      | 27 mars 1998       | « Fiche 93C84019 »  | 43° 55′ 44″ N, 5° 11′ 13″ E |                              |              |
| La vallée de la Sénancole et l'abbaye de Sénanque                                | Vallée, rivière et abbaye      | Gordes                                                       | 30 août 2002       | « Fiche 93C84020 »  | 44° 03′ 50″ N, 5° 18′ 49″ E |                              |              |
| Ocres du pays d'Apt                                                              |                                | Apt, Caseneuve, Gargas, Gignac, Roussillon, Rustrel, Villars | 18 septembre 2002  | « Fiche 93C84021 »  |                             |                              |              |